# Park Śląski
Park Śląski, do 2012: Wojewódzki Park Kultury i Wypoczynku im. gen. Jerzego Ziętka (WPKiW) – park miejski w Chorzowie, zajmujący powierzchnię około 535 ha, jeden z największych w Europie. Nazywany jest zielonymi płucami Górnego Śląska. Stanowi kulturalne centrum konurbacji górnośląskiej.

## Historia
Jednym z głównych inicjatorów powstania Parku był gen. Jerzy Ziętek. Decyzja o budowie tej największej inwestycji ekologicznej na Górnym Śląsku zapadła w 1950 roku na posiedzeniu Wojewódzkiej Rady Narodowej w Katowicach. Obszar inwestycji obejmował w 75% zdewastowane tereny poprzemysłowe: hałdy, wysypiska odpadów pogórniczych, stare biedaszyby, zapadliska, bagna, a także nieużytki rolnicze o łącznej powierzchni około 640 ha na terytorium Chorzowa i Katowic. Z powodu małej przydatności miejscowych kwaśnych gleb bielicowych na teren obecnego parku przywieziono 3,5 miliona m³ ziemi i pół miliona m³ gleb próchnicznych i torfu.
Budowę rozpoczęto w lipcu 1951 roku. Była ona realizowana w dużej części poprzez czyny społeczne. Zbierano również datki pieniężne i prowadzono sprzedaż kartoników filatelistycznych z dopłatą na budowę WPKiW. Podstawowym założeniem, jakim kierował się przy projektowaniu Parku zespół architektów kierowany przez prof. Władysława Niemirskiego, było podzielenie go na dwie strefy przy wykorzystaniu istniejącego układu topograficznego. Centralną część parku zaprojektowano więc jako teren o charakterze leśnym, poprzecinany siecią dróg, alejek i traktów pieszych mających sprzyjać wyciszeniu, biernemu wypoczynkowi oraz aktywnej rekreacji ruchowej. Pozostała część parku, ok. 13 ha, zaprojektowana została jako tereny o charakterze kulturalno-rekreacyjnym oraz tereny sprzyjające czynnemu wypoczynkowi, gdzie miały zostać wybudowane dodatkowe atrakcje oraz być organizowane festyny. W październiku 1953 roku zostało powołane przedsiębiorstwo państwowe Wojewódzki Park Kultury i Wypoczynku, później nazwany imieniem gen. Jerzego Ziętka.
W latach 50. i 60. XX wieku w parku realizowano kolejne inwestycje: stadion, ogród zoologiczny, wesołe miasteczko i planetarium. W 1957 uruchomiono ponad 5-kilometrową trasę kolei wąskotorowej, a w 1967 – kolej linową „Elka”. W 1962 działalność rozpoczął ośrodek PTTK, a rok później ośrodek harcerski, z polem namiotowym i strzelnicą sportową. W 1966 oddane do użytku zostało kąpielisko „Fala”, a w 1968 nastąpiło otwarcie hali wystawowej „Kapelusz”, rosarium oraz, w owym czasie najwyższej na świecie, szklarni wieżowej. Był to najbardziej intensywny okres rozbudowy parku. W 1975 roku utworzono jeszcze Górnośląski Park Etnograficzny, a w 2007 roku powstał Park Linowy „Palenisko”.
Na skutek wymiany gruntów podczas budowy os. Tysiąclecia w Katowicach, obecnie Park Śląski w całości znajduje się w granicach administracyjnych Chorzowa. Nie przynależy jednak do żadnej z jego dzielnic, co podkreśla jego regionalny charakter.
16 kwietnia 2012, decyzją władz parku, dotychczas używana nazwa „Wojewódzki Park Kultury i Wypoczynku im. Gen. Jerzego Ziętka” została zmieniona na znacznie krótszą „Park Śląski”. Jest to nazwa marketingowa. Parkiem zarządza spółka akcyjna Wojewódzki Park Kultury i Wypoczynku im. Gen. Jerzego Ziętka w Chorzowie, powstała w 2003 roku z przekształcenia przedsiębiorstwa państwowego o tej nazwie. Początkowo jedynym akcjonariuszem był Skarb Państwa, a od 2008 roku całość akcji spółki ma Województwo Śląskie. W styczniu 2022 roku spółka zmieniła ostatecznie firmę na Park Śląski S.A. w Chorzowie.
W 2013 przy al. Klonowej oddano do użytku śmigłowcowe, sanitarne lądowisko Chorzów-Park.

## Fauna i flora
Drzewostan parku, dzięki starannemu planowaniu, obfituje w bogactwo gatunków drzew. Nasadzenie zrealizowano głównie w czynie społecznym. W sumie na terenie parku wysadzono ok. 3,5 miliona sadzonek drzew i krzewów 70 gatunków i odmian. Początkowo teren zadrzewiany był tzw. roślinnością pionierską (gatunki szybko rosnące i odporne na zanieczyszczenia). W późniejszym okresie przeprowadzano dosadzanie gatunków szlachetnych, mających wzbogacić jego docelowy wygląd. Obecnie powierzchnia drzewostanu i terenów zakrzewionych obejmuje ok. 260 ha i jest jedną z największych „kolekcji” drzew i krzewów na terenie Górnego Śląska, obejmującą ponad 350 taksonów. Wiele gatunków posiada nietypowe kształty liści, ciekawe owoce i kwiaty oraz niespotykane pokroje koron.
Do szczególnych miejsc związanych z florą parkową trzeba zaliczyć m.in. rosarium, które jest największym tego typu ogrodem w Polsce. Na jego terenie znajduje się ponad 35 000 róż prawie 300 odmian. Ogród Bylinowy, będący następcą Alpinarium funkcjonującego kiedyś w Parku, zaprojektowany został na przełomie lat 1961 i 1962. W związku z wystawą „Nasza zieleń i kwiaty” na kilku hektarach gruntu w okolicy hotelu PTTK wysadzono 186 gatunków i odmian bylin. Obecnie ogród zajmuje pow. 1,6 ha. Rosną w nim np. funkie, przywrotniki ostroklapowe, irysy i maki wschodnie, krzewy takie jak krzewiuszki różowe, azalie, rododendrony czy dereń kousa, a także trawy, m.in. trawa pampasowa, która może osiągnąć nawet do 2 metrów wysokości. Osobną kategorię stanowią przestrzenne rzeźby kwiatowe zwierząt, czy też kwietniki sezonowe obsadzane corocznie w inne wzory, np. znaki zodiaku, owady, kształty liści, czy też formy geometryczne.
W przypadku fauny, na obszarze parku zaobserwować można około 70 gatunków ptactwa oraz wiele ssaków, z których największymi są dziki, sarny, lisy i zające. Bogata jest również herpeto- i ichtiofauna, występuje tu również wiele gatunków bezkręgowców. Do tego doliczyć trzeba mieszkańców Śląskiego Ogrodu Zoologicznego.

## Atrakcje parku

### Istniejące
- Śląski Ogród Zoologiczny – uruchomiony został w 1954 roku. Znajduje się w nim ponad 2200 zwierząt, przedstawiających 280 gatunków. W roku 1975 zakończono budowę Kotliny Dinozaurów. Znajdują się tam żelbetowe rekonstrukcje szesnastu dinozaurów.
- Legendia Śląskie Wesołe Miasteczko – najstarszy park rozrywki w Polsce. Został otwarty w 1959 roku pod nazwą Śląskie Wesołe Miasteczko. W 2017 roku, w związku z gruntowną renowacją atrakcji i zmianą wystroju, park zmienił nazwę na Legendia Śląskie Wesołe Miasteczko.
- Stadion Śląski – jeden z największych stadionów w Polsce. Po trwającej 9 lat modernizacji został ponownie oddany do użytku 1 października 2017 roku[11]. Stadion pełnił funkcję stadionu narodowego męskiej reprezentacji Polski w piłce nożnej do momentu powstania Stadionu Narodowego w Warszawie.
- Planetarium Śląskie – największe i najstarsze planetarium w Polsce
- Galeria Rzeźby Śląskiej – unikatowa ekspozycja rzeźby plenerowej tworzona od 1963 roku
- Stadion GKS Katowice
- Górnośląski Park Etnograficzny
- kolej parkowa
- Dom Pracy Twórczej „Leśniczówka”
- rosarium – największy ogród różany w Polsce
- ogród japoński (modernizacja 2021)
- ogród bylinowy
- hala wystawowa „Kapelusz”
- ośrodek „Przystań” – ośrodek wodno-rekreacyjny, powierzchnia stawu: 7 ha, kanał: 550 m
- kąpielisko Fala
- siłownia na wolnym powietrzu
- Bulodrom
- ośrodek tenisowy
- Ośrodek harcerski – powierzchnia: 12 ha
- Śląski Park Linowy
- sztuczna plaża
- duża liczba kawiarenek i barów
- kilkanaście odnowionych fontann
- ścieżki rowerowe oraz tory ekstremalne
- ogólnopolski program ścieżek biegowych
- Rzeźba Żyrafy
- kolej linowa „Elka”

### Dawne
- szklarnia wieżowa – najwyższa na świecie, znajdowała się w parku do 1983 roku
- Ośrodek Postępu Technicznego
- Międzynarodowe Targi Katowickie
- alpinarium
- 80-metrowa ławka dookoła kanału z planszami do gry w szachy, młynek itp.